# Вегета (Змајева кугла)
Вегета (транслит.), или Вегита, измишљени је лик из аниме серије Змајева кугла. Фузије Гокуа и Вегете се зову Вегето (јап: Bejitto) и Гогета (јап: Gojita).
У почетку се појављује као споредни лик, али Акира Торијама га касније увршћује у главну поставу.